# خلل المنعكسات المستقل
خلل المنعكسات المستقل أو لاإنعكاسية مستقلية (بالإنجليزية: Autonomic dysreflexia)‏ ويُعرف أيضاً باسم فرط المنعكسات اللاإرادي أو خلل المنعكسات اللاإرادي، هو حالة يحتمل أن تكون مهددة للحياة حيث يمكن اعتبارها حالة طبية طارئة تتطلب اهتمامًا فوريًا. عادة ما يحدث خلل المعكسات اللاإرادي في الأفراد الذين يعانون من إصابات الحبل الشوكي مع إصابات في العمود الفقري فوق المستوى الشوكي T6، على الرغم من أنه كان من المعروف أنه يحدث في المرضى الذين يعانون من إصابة على مستوى منخفض مثل T10.
خلل المنعكسات اللاإرادي الحاد هو رد فعل من الجهاز العصبي اللاإرادي (غير الطوعي) على المبالغة في الإثارة. ويتميز بارتفاع ضغط الدم الانتيابي (بداية مفاجئة من ارتفاع ضغط الدم الشديد) المرتبط بصداع خافق، والتعرق الغزير، وكتم الأنف، واحمرار الجلد فوق مستوى الإصابة، وبطء معدل ضربات القلب، والتشوش، وأحيانًا الضعف الإدراكي. عادة مايحدث التفريغ الثيمبساوي مع إصابة الحبل الشوكي (SCI) أو أمراض مثل التصلب المتعدد.
يعتقد أن خلل المنعكسات اللاإرادي التي تحفزه المثيرات الواردة (الإشارات العصبية التي ترسل رسائل تعود إلى الحبل الشوكي والدماغ) التي تنشأ تحت مستوى إصابة الحبل الشوكي. ويعتقد أن هذه المثيرات تحفز وتحافظ على زيادة ضغط الدم عن طريق تضييق الأوعية بوساطة الجهاز الثمبساوي في طبقات الأوعية الدموية في العضلات والجلد والحشوية (الأمعاء).

## العلامات والأعراض
هذا الحالة متميزة وعادة ما تكون عرضية/ انتيابية، حيث يعاني الناس من ارتفاع ضغط الدم بشكل ملحوظ (غالباً مع قراءات ضغط الدم الانقباضي أكثر من 200 ملم زئبق)، والصداع الشديد، والتعرق الغزير، واحمرار الوجه، وقشعريرة، وكتم الأنف، و«الشعور بالذنب» أو الخوف، وعدم وضوح الرؤية. يجب أن يحتمل ارتفاع 40 ملم زئبق عن ضغط الدم الانقباضي الأساسي الشك في خلل المنعكسات اللاإرادي.

## الأسباب
الأسباب الأكثر شيوعًا لفرط المنعكسات اللاإرادي التي نجدها في الأشخاص الذين يعانون من إصابات الحبل الشوكي هي فقدان وظيفة الأمعاء والمثانة، مما يؤدي إلى الانحشار في حالة الأمعاء والتمدد في حالة المثانة. هذه الصور عادة ما توجد في المرضى الذين يعانون من إصابة الحبل الشوكي فوق مستوى T6 (الفقرة الصدرية السادسة)، ولكن يمكن أن تحدث أيضا في المرضى الذين يعانون من قطع مستعرض منخفض المستوى مثل T10 (الفقرة الصدرية العاشرة).
يتمثل الخطر الأكبر في إصابات الحبل الشوكي العنقية ويكون نادرا مع الإصابات في الفقرات الصدرية تحت T6. ونادرا ما تم الإبلاغ عن خلل المنعكسات اللاإرادي في إصابات الحبل الشوكي المنخفضة مثل T10. قد تحدث النوبة الأولى من أسابيع إلى سنوات بعد حدوث إصابة الحبل الشوكي، ولكن معظم الناس المعرضين للخطر (80٪) يُظهرون النوبة الأولى في السنة الأولى بعد الإصابة. بمجرد أن يُظهر شخص النوبة الأولى من خلل المنعكسات اللاإرادي، فإن 7-10 أيام القادمة تكون حرجة لأن هناك نسبة عالية من التكرار في ذلك الوقت. بعض الناس يصفون هذا الاستعداد باعتباره قابلية الجهاز العصبي اللاإرادي للإثارة بسهولة.
عامل مسبب آخر قد يكون عدوى المسالك البولية غير المكتشفة. صعوبة هذا التقييم قد يكون معقدًا مع استخدام القسطرة المستقرة أو قسطرة فوق العانة. عندما يحدث تحفيز مؤلم، كما هو الحال في تفريغ المثانة المتقطع أو عند حدوث انسداد الأمعاء، يتم إرسال النبضات العصبية إلى الدماغ عبر الحبل الشوكي. ولكن، مع وجود قطع مستعرض في النخاع الشوكي، هذه النبضات تكون غير قادرة على المرور عبر الإصابة. وهذا يؤدي إلى منعكس الحبل الشوكي إلى الجهاز العصبي اللاإرادي استجابة للألم. في المرضى الذين يعانون من قطع مستعرض في الحبل الشوكي، تخلق أنواع التحفيز التي يتحملها الأشخاص الأصحاء استجابة مفرطة من الجهاز العصبي للشخص المصاب.
تشمل الأسباب الأخرى الآثار الجانبية لأدوية معينة ومختلف العمليات المرضية. استخدام المنشطات مثل الكوكايين والأمفيتامينات التي يمكن أن تؤدي إلى احتباس البول، واستخدام مثبطات الجهاز العصبي المركزي وغيرها من العقاقير ذات التأثير النفسي والتي يمكن أن تؤدي أيضا إلى احتباس البول والإمساك مما يؤدي إلى خلل المنعكسات اللاإرادي عند استخدامها على مدى فترة طويلة من الزمن. متلازمة غيلان-باريه هي مرض مزيل للميالين يمكن أن يؤدي إلى شلل طرفي ويمكن أن يتقدم ليشمل الوظائف اللاإرادية، مؤديا إلى فقدان الوظيفة الطبيعية للجهاز التنفسي والمثانة والأمعاء مما يؤدي إلى خلل المنعكسات اللاإرادي. يمكن لصدمة الرأس الشديدة وإصابات الدماغ الأخرى  أن تحرض خلل المنعكسات اللاإرادي في الجهاز العصبي المركزي عن طريق التدخل في استقبال الإشارة التي تجلب الرغبة في إفراغ المثانة والأمعاء مع القدرة الإرادية على التبول والتبرز. تشمل النظريات السببية الأخرى لخلل المنعكسات اللاإرادي المحفزات المتلفة، أو المحفزات المؤلمة الناشئة عن الخلايا العصبية الحسية الطرفية. تنقطع رحلة هذه المحفزات إلى الدماغ بسبب قطع مستعرض في العمود الفقري منتجة تحفيز متناقض للمسارات اللاإرادية في الجهاز العصبي اللاإرادي.

### الألم
تشير المؤلفات العلمية الحالية إلى أن المحفزات المتلفة (المؤلمة) هي المبادرة الرئيسية لخلل المنعكسات اللاإرادية. (ملاحظة: ليست كل المحفزات المتلفة تسبب الخلل الانعكاسي اللاإرادي، فبعض المحفزات الضارة الأخرى خلاف ذلك في الناس العاديين، مثل: كسر العظام لن تؤدي إلى خلل لاإرادي، بل في الواقع قد تمر دون أن يلاحظها أحد). ومع ذلك، فقد وجدت دراسات مختلفة أن تفعيل مستقبلات الألم في العضلات والجلد تحت مستوى الإصابة في الحبل الشوكي المصاب لم تؤدي إلى خلل المنعكسات اللاإرادي. وتشير هذه الدراسات إلى أنه ليست كل المحفزات المتلفة هي محفزات موثوقة لخلل المنعكسات اللاإرادي، ولأن المحفزات غير المتلفة يمكن أن تؤدي أيضًا إلى الخلل اللاإرادي، فإن إسناد نوبة من الخلل اللاإرادي إلى محفزات متلفة قد يؤدي بالأطباء إلى التغاضي عن محفزات كامنة غير متلفة. ونتيجة لذلك، تظل عوامل التحفيز غير المتلفة غير مكتشفة، مطيلة بذلك نوبة الخلل اللاإرادي. خلصوا إلى أنه عند تتبع الأسباب المحتملة للخلل اللاإرادي من المهم النظر إلى المصادر غير المتلفة من التحفيز بالإضافة إلى المصادر المتلفة. التقييم الحالي لخلل المنعكسات اللاإرادي في المرضى الذين يعانون من العوامل المسببة المعروفة تشمل جس المثانة والأمعاء ويمكن أن تشمل أيضا فحص المثانة.

## التشخيص
عادة ما تكون الأعراض غير دقيقة، على الرغم من توثيق الأحداث غير عرضية. يختلف خلل المنعكسات اللاإرادي عن عدم الاستقرار اللاإرادي، ومختلف التغيرات المتواضعة في القلب والجهاز العصبي التي تصاحب إصابة الحبل الشوكي، بما في ذلك بطء القلب، وانخفاض ضغط الدم الانتصابي، وعدم تحمل درجة الحرارة المحيطة. في خلل المنعكسات اللاإرادي، سوف يعاني المرضى من ارتفاع ضغط الدم، والتعرق، والتشنجات (تشنجات شديدة في بعض الأحيان) والاحمرار (الأكثر في الأطراف العلوية)، وربما يعانون من الصداع وعدم وضوح الرؤية. الوفيات نادرة مع الخلل اللاإرادي، ولكن الاعتلال مثل السكتة الدماغية، ونزيف في شبكية العين والاستسقاء الرئوي إذا تركت دون علاج يمكن أن تكون شديدة جدًا. المرضى الأكبر سنًا الذين يعانون من إصابات النخاع الشوكي غير المكتملة تماما وارتفاع ضغط الدم الانقباضي دون أعراض وعادة ما يعانون من ارتفاع ضغط الدم الأساسي، وليس خلل المنعكسات اللاإرادي. العلاج العنيف لهؤلاء المرضى المسنين مع الأدوية الخافضة للضغط بسرعة يمكن أن يكون له نتائج كارثية.

## العلاج
يتضمن العلاج المناسب لخلل المنعكسات اللاإرادي تناول مضادات ارتفاع ضغط الدم جنبا إلى جنب مع التحديد الفوري وإزالة المثيرات المحفزة. في كثير من الأحيان، يجلس المريض ويدلى ساقيه عن جانب السرير يمكن لذلك أن يقلل من ضغط الدم تحت مستويات خطيرة ويوفر تخفيف جزئي للأعراض . يجب إزالة الملابس والجوارب الضيقة. قسطرة المثانة على التوالي كل 4 إلى 6 ساعات، أو تفريج أنبوب القسطرة البولية المسدود قد يحل المشكلة. وينبغي تنظيف المستقيم من انحشار البراز، وذلك باستخدام هلام تليين مخدر. إذا كان لا يمكن التعرف على المحفز المسبب للتلف، فهناك حاجة العلاج بالأدوية للحد من رفع الضغط داخل الجمجمة حتى تستطيع مزيد من الدراسات تحديد السبب.
يشمل العلاج بالعقاقير موسعات الأوعية سريعة التأثير، بما في ذلك النترات تحت اللسان أو الكلونيدين عن طريق الفم. تستخدم حاصرات العقدة أيضًا للسيطرة على تدفق الجهاز العصبي السيمبثاوي. النتروباست الموضعي علاج مناسب وآمن - يمكن وضع بوصة أو اثنتين على جدار الصدر، ويتم مسحه عندما يعود ضغط الدم إلى الطبيعي. يتم إلغاء خلل المنعكسات اللاإرادي مؤقتا عن طريق تخدير العمود الفقري أو التخدير العام. وتستخدم هذه العلاجات أثناء الولادة للمرأة التي تعاني من خلل المنعكسات اللاإرادي.

## المضاعفات
يمكن أن يكون خلل المنعكسات اللاإرادي مزمن ومتكرر، وفي كثير من الأحيان كاستجابة للمشاكل الطبية طويلة الأمد مثل تقرحات الأنسجة اللينة أو البواسير. العلاج على المدى الطويل قد تشمل حاصرات ألفا أو حاصرات قنوات الكالسيوم.
مضاعفات ارتفاع ضغط الدم الحاد يمكن أن تشمل التشنجات، واستسقاء الرئة، واحتشاء عضلة القلب أو نزيف في المخ. الأجهزة الإضافية التي قد تتأثر تشمل الكلى وشبكية العين.

## تقدم المرض
يمكن أن يكون سبب خلل المنعكسات اللاإرادي نفسه مهددًا للحياة، ويجب أيضًا أن يتم التحقيق حوله بشكل كامل ومعالجته بشكل مناسب لمنع الاعتلال والوفيات غير الضرورية.
وضعت جمعية طب الحبل الشوكي المبادئ التوجيهية السريرية القائمة على الأدلة لإدارة خلل المنعكسات اللاإرادي في البالغين والأطفال والنساء الحوامل. وهناك أيضا نسخة مستهلكة من هذا المبدأ التوجيهي.